# Поржма
Поржма, Паржма — река в России, протекает в городском округе Бор Нижегородской области. 
Устье реки находится в 36 км по левому берегу реки Линды. Длина реки составляет 22 км, площадь водосборного бассейна 103 км².
Река начинается в болоте Носово в 31 км к северо-востоку от города Бор. Течёт на юго-запад, верхнее течение проходит по ненаселённому заболоченному лесу, в нижнем течении по берегам реки расположены деревни Лихачёво, Развилье и Савино. Впадает в Линду ниже села Филипповское.

## Данные водного реестра
По данным государственного водного реестра России относится к Верхневолжскому бассейновому округу, водохозяйственный участок реки — Волга от Горьковского гидроузла и до устья реки Ока, речной подбассейн реки — Волга ниже Рыбинского водохранилища до впадения Оки. Речной бассейн реки — (Верхняя) Волга до Куйбышевского водохранилища (без бассейна Оки).
По данным геоинформационной системы водохозяйственного районирования территории РФ, подготовленной Федеральным агентством водных ресурсов:
- Код водного объекта в государственном водном реестре — 08010300512110000017473
- Код по гидрологической изученности (ГИ) — 110001747
- Код бассейна — 08.01.03.005
- Номер тома по ГИ — 10
- Выпуск по ГИ — 0